# Miltogramma rubra
Miltogramma rubra är en tvåvingeart som beskrevs av Boris Borisovitsch Rohdendorf 1930. Miltogramma rubra ingår i släktet Miltogramma och familjen köttflugor.
Artens utbredningsområde är Kazakstan. Inga underarter finns listade i Catalogue of Life.